# باتريسيا دياز دنيس
باتريسيا دياز دنيس (بالإنجليزية: Patricia Diaz Dennis)‏ هي مسؤولة أمريكية، ولدت في 2 أكتوبر 1946 في Santa Rita, New Mexico ‏ في الولايات المتحدة.

## وصلات خارجية
- باتريسيا دياز دنيس على موقع إن إن دي بي (الإنجليزية)